# 4 mots sur un piano
Singles de Patrick Fiori, Jean-Jacques Goldman et Christine Ricol
Toutes les peines
(2006) Et l'on n'y peut rien
(2003)
4 mots sur un piano est une chanson française interprétée par les chanteurs français Patrick Fiori, Jean-Jacques Goldman et Christine Ricol. Le single a été un grand succès.
Elle a été créée en 2007. Les paroles et la musique ont été composées par Jean-Jacques Goldman.

## Description et déroulement de la vidéo
Fiori a affirmé dans une interview : « Un jour, en Corse, en allant vers Bastia, Jean-Jacques Goldman m’a demandé si je serais éventuellement d’accord de chanter avec lui. Puis, à la Restonica, nous avons rencontré une jeune fille, parfaitement inconnue, qui s’appelle Christine, et l’idée d’un trio s’est imposée. Cela a été un vrai conte de fées pour elle et une très belle histoire pour nous. Dans la chanson, cette fille doit choisir entre deux hommes. Plutôt que de faire souffrir l’un des deux, elle décide de partir avec un inconnu, qui ne saura certainement pas la rendre heureuse. Ce n’est pas vraiment une chanson très gaie. »
Composée par Jean-Jacques Goldman, la chanson est une ballade qui traite le thème d'une relation amoureuse entre deux hommes et une femme. Cette relation, d'abord acceptée par les trois personnes, est contestée par les deux hommes qui demandent à la jeune femme de choisir. Mais elle préfère partir.
Le clip, réalisé par Wissam Smayra, se déroule dans une pièce où, dans un premier temps, les trois personnes se déplacent souvent. Ils s'entendent bien, et partagent de merveilleux moments. Cependant, tout au long de la vidéo, un malaise s'installe entre eux, et, vers la fin, ils ne s'entendent plus. En fin de compte, la salle devient complètement vide. L'actrice du clip est Amandine Maugy.
En France, le single s'est vendu à 150 000 exemplaires.
En Belgique, le single pendant 19 semaines faisait partie du top 40 à partir du 8 septembre 2007.
En Suisse, le single a été placé au numéro 67 dans Singles Chart le 26 août 2008, et a atteint le numéro 40 deux semaines plus tard. La chanson n'a plus été diffusée 15 semaines après cet événement.